# Austrian Baseball Softball Federation
Die Austrian Baseball Softball Federation (ABF) ist der Bundessportfachverband für Baseball und Softball in Österreich.
Gegründet wurde die Austrian Baseball Softball Federation (ABF) 1983 als Österreichischer Baseball und Softball Verband (ÖBSV), 2005 erfolgte die Umbenennung in Austrian Baseball Softball Federation, um eine Verwechslung mit anderen österreichischen Vereinen und Verbänden, die ebenfalls die Abkürzung ÖBSV tragen, zu vermeiden. Seit 2021 heißt der Verband offiziell Austrian Baseball Softball Federation.
Neben dem österreichischen Fachverband existieren die Landesverbände NÖBSV (Niederösterreichischer Baseball und Softball Verband, der auch das Burgenland einschließt), OÖBSV (Oberösterreichische Baseball und Softballverband, inklusive Salzburg), StBSV (Steirischer Baseball und Softball Verband, inklusive Kärnten), TBSV (Tiroler Baseball und Softball Verband), VBSV (Vorarlberger Softball und Baseball Verband) und WBSV (Wiener Baseball-Softball Verband).
Dem Präsidium gehören 5 Personen an, neben dem Präsidenten sind das die Vizepräsidenten Baseball, Softball, Nachwuchs und Finanzen.
Die ABF ist Mitglied des internationalen Dachverbandes für Baseball und Softball WBSC und des europäischen Baseball- und Softballverbandes WBSC Europe. Die Position des Executive Directors des WBSC wird zurzeit auch von einem Österreicher bekleidet.
Baseballspiele wurden in Österreich bereits in der Nachkriegszeit von den in Österreich stationierten US-Truppen ausgetragen, mit dem Abzug der Besatzungsmacht USA 1955 fand diese Entwicklung jedoch ein Ende. Baseball wird in Österreich wieder seit Anfang der 1980er Jahre gespielt. 1982 existierten in Wien drei Vereine (WBV Homerunners, Roadrunners und City Boys), von denen jedoch nur mehr der WBV Homerunners aktiv ist.
1984 wurden die ersten österreichischen Meisterschaften, an der vier Teams aus Wien und Linz teilnahmen, ausgetragen. 1990 erfolgte die Anerkennung von Baseball in Österreich durch die Österreichische Bundes-Sportorganisation. Damit verbunden dürfen sich seit 1991 die Meister Baseball, Fastpitch-Softball und Coed-Slowpitch-Softball Österreichischer Staatsmeister nennen.
Die ersten Softballmeisterschaft in Österreich wurde 1992 durchgeführt. Bereits 1994 nahm das österreichische Nationalteam an den Fastpitch-Softball Weltmeisterschaften in St. Johns, Kanada, teil.
Insgesamt 20 Europameisterschaften, Europameisterschafts-Qualifier und Europacup-Qualifier fanden bis jetzt in Österreich statt. Der größte Bewerb war die Softball-Europameisterschaft der Juniorinnen 2010, die mit 15 teilnehmenden Nationen in Wien im Sportzentrum Spenadlwiese und auf der Sportanlage Freudenau ausgetragen wurde. Die Softball-Europameisterschaft B-Pool 2001 ebenfalls in Wien und die Coed Slowpitch Softball-Europameisterschaft 2004 in Linz waren weitere Bewerbe der ESF, die in Österreich stattfanden. 2001 wurde der Softball-Europacup der Cupsieger B-Pool in Wiener Neustadt ausgetragen.
Beim Baseball waren die bisherigen Höhepunkte die Baseball-Europameisterschafts B-Level 2013 und 2015 in Wien sowie der Baseball-Europameisterschafts-Qualifier 1998 in Wien und Stockerau mit 15 teilnehmenden Nationen. 2017 fand die U15-Baseball-Europameisterschaft in Wiener Neustadt statt. Bereits dreimal wurde die Baseball-Junioren-Europameisterschafts-Qualifier in Österreich ausgetragen, 1995 in Stockerau, 1998 in Wiener Neustadt und 2010 in Attnang-Puchheim.
2009, 2011 und 2012 fand eine der Baseball-Europacup-Qualifier-Gruppen in Attnang-Puchheim statt. Die Qualifier für den inzwischen nicht mehr ausgetragene Baseball-Cup der Cupsieger wurden 1995 nach Wien, 2000 nach Linz und 2004 nach Kufstein vergeben. Ebenfalls nicht mehr ausgetragen wird der CEB-Cup, 4-mal wurde ein Qualifier in Österreich ausgetragen (1996 und 1997 in Wien, 1999 in Linz und 2004 in Wiener Neustadt).

## Erfolge
| Jahr | Platzierung | Turnier                                     | Ort                             | Kommentar                                                                       |
| ---- | ----------- | ------------------------------------------- | ------------------------------- | ------------------------------------------------------------------------------- |
| 2024 | 12. Platz   | EM Softball                                 | Utrecht / Niederlande           |                                                                                 |
| 2024 | 7. Platz    | EM Coed Slowpitch                           | Pardubice / Tschechien          |                                                                                 |
| 2023 | 15. Platz   | EM Baseball                                 | Tschechien                      |                                                                                 |
| 2022 | 14. Platz   | EM Softball                                 | Sant Boi de Llobregat / Spanien |                                                                                 |
| 2022 | 8. Platz    | EM Coed Slowpitch                           | Ljubljana / Slowenien           |                                                                                 |
| 2021 | 11. Platz   | EM Baseball                                 | Turin / Italien                 |                                                                                 |
| 2021 | 11. Platz   | EM Softball                                 | Friaul / Italien                |                                                                                 |
| 2019 | 10. Platz   | EM Baseball                                 | Bonn & Solingen / Deutschland   |                                                                                 |
| 2019 | 13. Platz   | EM Softball                                 | Ostrava / Tschechien            |                                                                                 |
| 2019 | 7. Platz    | EM Coed Slowpitch                           | Budapest / Ungarn               |                                                                                 |
| 2018 | 1. Platz    | Baseball EM Playoff Series                  | Wiener Neustadt / Österreich    | Qualifikation für die EM Baseball 2019 in Bonn & Solingen / Deutschland         |
| 2017 | 9. Platz    | EM Softball                                 | Bollate / Italien               |                                                                                 |
| 2016 | 12. Platz   | WM Baseball U23                             | Monterrey / Mexiko              |                                                                                 |
| 2016 | 18. Platz   | WM Softball                                 | Surrey / Kanada                 |                                                                                 |
| 2015 | 6. Platz    | EM Softball                                 | Rosmalen / Niederlande          |                                                                                 |
| 2015 | 1. Platz    | European Zone Pony Qualification Tournament | Prag / Tschechien               | Qualifikation für die Pony World Series 2015 in Washington (Pennsylvania) / USA |
| 2014 | 2. Platz    | EM Baseball U21                             | Třebíč / Tschechien             | Qualifikation für die U23 Baseball World Cup in Monterrey / Mexiko              |
| 2013 | 6. Platz    | EM Softball                                 | Prag / Tschechien               |                                                                                 |
| 2013 | 3. Platz    | EM Baseball U12                             | Choceň / Tschechien             |                                                                                 |
| 2012 | 6. Platz    | EM Baseball U21                             | Brno / Tschechien               |                                                                                 |
| 2011 | 8. Platz    | EM Softball                                 | Ronchi dei Legionari / Italien  |                                                                                 |
| 2010 | 7. Platz    | EM Coed Slowpitch                           | Prag / Tschechien               |                                                                                 |
| 2009 | 7. Platz    | EM Softball                                 | Valencia / Spanien              |                                                                                 |
| 2007 | 6. Platz    | EM Softball                                 | Amsterdam / Niederlande         |                                                                                 |
| 2007 | 11. Platz   | EM Baseball                                 | Barcelona / Spanien             |                                                                                 |
| 2004 | 4. Platz    | EM Coed Slowpitch                           | Linz / Österreich               |                                                                                 |
| 2002 | 3. Platz    | EM Coed Slowpitch                           | Mladé Buky / Tschechien         |                                                                                 |
| 1999 | 7. Platz    | Olympia Qualifier Softball                  | Parma / Italien                 |                                                                                 |

## Baseball
Die höchste österreichische Liga, die Baseball Bundesliga, wird seit 2017 in zwei Divisions gespielt. Darunter existieren die 2. Bundesligen Baseball (Mitte, Ost, West) und die Landesligen (Ost, Tirol, Vorarlberg) als niedrigere Spielklassen.
Die erste Teilnahme am Baseball-Europacup erfolgt 1988, als die Vienna Homerunners beim Europacup in Antwerpen antraten. 2 Jahre später, 1990, nahm in Parma zum ersten Mal das österreichische Baseball-Nationalteam am Qualifier für die Baseball-Europameisterschaft teil.
Der größte Erfolg der Nationalmannschaft war die Teilnahme an der Baseball-Europameisterschaft 2007 in Barcelona, wo der 11. Platz erreicht werden konnte. 2017 schafften Österreichs Herren die B-Pool-Europameisterschaft in Belgrad.
Früh wurde auch die Notwendigkeit der Nachwuchsarbeit erkannt und bereits seit 1992 werden jährlich die Österreichischen Meisterschaften in unterschiedlichen Nachwuchskategorien ausgetragen. Aktuell werden die ÖMs in den Kategorien Junioren (16–18 Jahre), Jugend (14–16 Jahre), PONY (12–14 Jahre), Schüler U12 (10–12 Jahre) und Schüler U10 (unter 10 Jahren) ausgetragen. Als Ergänzung finden jährlich die Vergleichswettkämpfe der Landesverbände, die Bundesländercups, in den Kategorien Jugend und Schüler statt. Zur Förderung von Baseball und Softball werden auch intensive Kooperationen mit Schulen in ganz Österreich gepflegt.
Seit 1993 nehmen österreichische Nachwuchs-Nationalteams an den Europäischen Meisterschaften teil. Als erstes Team aus Österreich nahmen die Junioren 1993 an der Europameisterschaft in Barcelona teil. 1997 folgte die erste Teilnahme an der Europameisterschaft Jugend (Cadets), 2006 an der Europameisterschaft Schüler (Juveniles).
Der erfolgreichste Verein in der Geschichte des Baseball in Österreich sind die Vienna Homerunners, die mit den Teams Vienna Lions, die sich seit 2002 Vienna Metrostars nennen, insgesamt 12-mal den österreichischen Meistertitel gewinnen konnten. Dazu kommen noch 23 österreichische Meistertitel im Nachwuchsbereich.
Das internationale Baseball- und Softballturnier Finkstonball, das jedes Jahr zu Pfingsten von den Attnang-Puchheim Athletics veranstaltet wird, zählt inzwischen zu einem der wichtigsten Turniere in Europa. Neben amtierenden Baseball Meistern aus ganz Europa zählen und zählten die Baseball- und Softball-Nationalteams der Schweiz und der Türkei zu den Gästen. Begleitet wird das Turnier bereits seit Jahren vom Musikfestival Pfingstspektakel.

## Softball
Der Meister im Fastpitch-Softball wird in der Softball Bundesliga ermittelt. Darunter existiert noch die 2. Softball Bundesliga als 2. Liga.
Auf europäischer Ebene konnte sich Österreich unter den Top Nationen etablieren. Beim Europacup in Haarlem 2009 konnten die Dornbirn Sharx, als erstes Team, das nicht aus den Niederlanden oder Italien kommt, den Europacup der Meister gewinnen. Bei den Europameisterschaften 2007 und 2009 konnte der 6. beziehungsweise 7. Platz erreicht werden.
Immer mehr an Bedeutung gewinnt Slowpitch-Softball. Aktuell wird hauptsächlich in von Vereinen organisierten Ligen gespielt. Den jährlichen Höhepunkt stellen die im Herbst ausgetragenen Österreichischen Meisterschaften Coed Slowpitch-Softball dar.

## Österreichische Meister (Allgemeine Klasse)
Im Baseball wird die österreichische Meisterschaft der Männer in der Baseball Bundesliga ermittelt. Im Fastpitch-Softball wird die österreichische Meisterschaft in der Softball Bundesliga und im Coed Slowpitch-Softball bei den Österreichischen Meisterschaften ermittelt.
Seit 1990 lautet der offizielle Titel Österreichischer Staatsmeister Baseball und Österreichischer Staatsmeister Softball.
| Jahr | Baseball                     | Softball Fastpitch              | Softball Coed Slowpitch     |
| ---- | ---------------------------- | ------------------------------- | --------------------------- |
| 2024 | Wiener Neustadt Diving Ducks | Wiener Neustadt Crazy Chicklets | Linz Witches/Bandits        |
| 2023 | Wiener Neustadt Diving Ducks | Vienna Metrostars               | Linz Witches/Bandits        |
| 2022 | Vienna Wanderers             | Vienna Wanderers                | Vienna Wanderers            |
| 2021 | Wiener Neustadt Diving Ducks | Vienna Wanderers                | Linz Witches/Bandits        |
| 2020 | Vienna Metrostars            | Linz Witches                    | Linz Witches/Bandits        |
| 2019 | Dornbirn Indians             | Vienna Wanderers                | Linz Witches/Bandits        |
| 2018 | Vienna Metrostars            | Dornbirn Sharx                  | Vienna M-Stars              |
| 2017 | Attnang-Puchheim Athletics   | Linz Witches                    | Linz Witches/Bandits        |
| 2016 | Attnang-Puchheim Athletics   | Dornbirn Sharx                  | Vienna Wanderers            |
| 2015 | Vienna Wanderers             | Dornbirn Sharx                  | Linz Witches/Bandits        |
| 2014 | Vienna Metrostars            | Dornbirn Sharx                  | Linz Witches/Bandits        |
| 2013 | Vienna Wanderers             | Dornbirn Sharx                  | Vienna Wanderers            |
| 2012 | Vienna Wanderers             | Dornbirn Sharx                  | Linz Witches/Bandits        |
| 2011 | Vienna Metrostars            | Dornbirn Sharx                  | Linz Witches/Bandits        |
| 2010 | Attnang-Puchheim Athletics   | St. Pölten Pee Wees             | Vienna Homerunners          |
| 2009 | Vienna Wanderers             | Dornbirn Sharx                  | Vienna Homerunners          |
| 2008 | Attnang-Puchheim Athletics   | Dornbirn Sharx                  | St. Pölten Pee Wees/Pirates |
| 2007 | Vienna Metrostars            | Dornbirn Sharx                  | Linz Witches/Bandits        |
| 2006 | Vienna Metrostars            | Dornbirn Sharx                  | Dornbirn Sharx/Indians      |
| 2005 | Vienna Metrostars            | Dornbirn Sharx                  | Linz Witches/Bandits        |
| 2004 | Union Kufstein Vikings       | Dornbirn Sharx                  | Vienna Wanderers            |
| 2003 | Dornbirn Indians             | Dornbirn Sharx                  |                             |
| 2002 | Union Kufstein Vikings       | Dornbirn Sharx                  | Vienna Homerunners          |
| 2001 | Hard Bulls                   | Vienna Wanderers                | St. Pölten Pee Wees/Pirates |
| 2000 | Vienna Bulldogs              | Vienna Wanderers                | Dornbirn Sharx/Indians      |
| 1999 | Dornbirn Indians             | Vienna Wanderers                | Linz Witches/Bandits        |
| 1998 | Schwaz Tigers                | Vienna Wanderers                |                             |
| 1997 | Vienna Bulldogs              | Vienna Razorbacks               |                             |
| 1996 | Vienna Lions                 | Vienna Razorbacks               |                             |
| 1995 | Schwaz Tigers                | Vienna Razorbacks               |                             |
| 1994 | Vienna Lions                 | Vienna Razorbacks               |                             |
| 1993 | Vienna Bulldogs              | Vienna Razorbacks               |                             |
| 1992 | Vienna Lions                 | Vienna Razorbacks               |                             |
| 1991 | Vienna Bulldogs              | Vienna Razorbacks               |                             |
| 1990 | Vienna Wanderers             |                                 |                             |
| 1989 | Vienna Lions                 |                                 |                             |
| 1988 | Vienna Lions                 |                                 |                             |
| 1987 | Vienna Lions                 |                                 |                             |
| 1986 | Vienna Lions                 |                                 |                             |
| 1985 | Vienna Lions                 |                                 |                             |

- Die erste Mannschaft der Vienna Homerunners nimmt seit 2002 als Vienna Metrostars an der Austrian Baseball League teil. Davor trug die Mannschaft den Namen Vienna Lions.

- Die Vienna Razorbacks fusionierten 1998 mit den Vienna Wanderers.

## Österreichische Meister (Nachwuchs)
| Jahr | Junioren Junioren U18        | Jugend Jugend U16            | Pony Pony U14                | Schüler Schüler U12          | Kinder Schüler U10           |
| ---- | ---------------------------- | ---------------------------- | ---------------------------- | ---------------------------- | ---------------------------- |
| 2024 | Wiener Neustadt Diving Ducks | Vienna Wanderers             | Wiener Neustadt Diving Ducks | Wiener Neustadt Diving Ducks | Vienna Hurricanes            |
| 2023 | SG Grasshoppers – Blue Bats  | Vienna Metrostars            | Vienna Wanderers             | Wiener Neustadt Diving Ducks | Vienna Wanderers             |
| 2022 | Vienna Wanderers             | Wiener Neustadt Diving Ducks | Traiskirchen Grasshoppers    | Wiener Neustadt Diving Ducks | Vienna Hurricanes            |
| 2021 | Wiener Neustadt Diving Ducks | Wiener Neustadt Diving Ducks | Vienna Metrostars            | Wiener Neustadt Diving Ducks | Wiener Neustadt Diving Ducks |
| 2020 | Wiener Neustadt Diving Ducks | Vienna Wanderers             | SG Grasshoppers – Blue Bats  | Vienna Wanderers             | Wiener Neustadt Diving Ducks |
| 2019 | Vienna Wanderers             | Wiener Neustadt Diving Ducks | Wiener Neustadt Diving Ducks | Vienna Lions                 | Wiener Neustadt Diving Ducks |
| 2018 | Vienna Wanderers             | Wiener Neustadt Diving Ducks | Wiener Neustadt Diving Ducks | Wiener Neustadt Diving Ducks | Vienna Wanderers             |
| 2017 | Vienna Wanderers             | Vienna Wanderers             | Wiener Neustadt Diving Ducks | Vienna Wanderers             | Wiener Neustadt Diving Ducks |
| 2016 | Vienna Lions                 | Vienna Wanderers             | Wiener Neustadt Diving Ducks | Wiener Neustadt Diving Ducks | Vienna Wanderers             |
| 2015 | Vienna Lions                 | Vienna Wanderers             | Wiener Neustadt Diving Ducks | Vienna Wanderers             | Lions / Cubs                 |
| 2014 | Vienna Wanderers             | Vienna Lions                 | Vienna Wanderers             | Wiener Neustadt Diving Ducks | Wiener Neustadt Diving Ducks |
| 2013 | Blue Cubs                    | Dornbirn Indians             |                              | Vienna Lions                 | Wiener Neustadt Diving Ducks |
| 2012 | Vienna Lions                 | Gramastetten Highlanders     |                              | Vienna Wanderers             | Vienna Wanderers             |
| 2011 | Vienna Lions                 | Vienna Wanderers             |                              | Vienna Wanderers             | Vienna Lions                 |
| 2010 | Vienna Lions                 | Blue Cubs                    |                              | Vienna Wanderers             | Vienna Lions                 |
| 2009 | Vienna Lions                 | Vienna Lions                 |                              | Vienna Wanderers             | Wiener Neustadt Diving Ducks |
| 2008 | Vienna Lions                 | Vienna Lions                 |                              | Vienna Lions                 | Wiener Neustadt Diving Ducks |
| 2007 | Vienna Lions                 | Vienna Wanderers             |                              |                              | Wiener Neustadt Diving Ducks |
| 2006 | Vienna Lions                 | Vienna Lions                 |                              | Vienna Wanderers             | Vienna Wanderers             |
| 2005 | Vienna Lions                 | Vienna Lions                 |                              | Vienna Lions                 | Vienna Wanderers             |
| 2004 |                              | Vienna Lions                 |                              | Wiener Neustadt Diving Ducks | Vienna Wanderers             |
| 2003 |                              | Vienna Lions                 |                              | Vienna Wanderers             |                              |
| 2002 |                              | Union Kufstein Vikings       |                              | Vienna Lions                 |                              |
| 2001 |                              | Vienna Lions                 |                              | Vienna Wanderers             |                              |
| 2000 | Gramastetten Highlanders     | Linz Bandits                 |                              | Vienna Lions                 |                              |
| 1999 |                              | Vienna Lions                 |                              | Vienna Lions                 |                              |
| 1998 |                              | Vienna Wanderers             |                              | Vienna Lions                 |                              |
| 1997 |                              | Vienna Wanderers             |                              | Vienna Wanderers             |                              |
| 1996 |                              | Vienna Wanderers             |                              | Vienna Lions                 |                              |
| 1995 | Vienna Wanderers             | Vienna Wanderers             |                              | Vienna Wanderers             |                              |
| 1994 |                              |                              |                              | Gramastettner Highlanders    |                              |
|      |                              |                              |                              |                              |                              |
| 1992 |                              | Union Kufstein Vikings       |                              |                              |                              |

- Die Nachwuchsteams der Vienna Homerunners spielen unter dem Namen Vienna Lions.

## Internationale Platzierungen Baseball
| Jahr | Platzierung | Turnier             | Ort                                      |
| ---- | ----------- | ------------------- | ---------------------------------------- |
| 2024 | 1. Platz    | EM Qualifier        | Ashbourne / Irland                       |
| 2023 | 15. Platz   | Europameisterschaft | Tschechien                               |
| 2023 | 7. Platz    | EM U23              | Wiener Neustadt & Schwechat / Österreich |
| 2021 | 11. Platz   | Europameisterschaft | Turin / Italien                          |
| 2019 | 10. Platz   | Europameisterschaft | Bonn & Solingen / Deutschland            |
| 2018 | 1. Platz    | Playoff EM A-Pool   | Wiener Neustadt / Österreich             |
| 2017 | 1. Platz    | EM Qualifier        | Belgrad / Serbien                        |
| 2017 | 13. Platz   | EM U23              | Brno / Tschechien                        |
| 2016 | 12. Platz   | WM U23              | Monterrey / Mexiko                       |
| 2015 | 2. Platz    | EM Qualifier        | Wien / Österreich                        |
| 2014 | 2. Platz    | EM U21              | Třebíč / Tschechien                      |
| 2013 | 2. Platz    | EM Qualifier        | Wien / Österreich                        |
| 2012 | 6. Platz    | EM U21              | Brno / Tschechien                        |
| 2011 | 2. Platz    | EM Qualifier        | Antwerpen / Belgien                      |
| 2008 | 2. Platz    | EM Qualifier        | Antwerpen / Belgien                      |
| 2007 | 11. Platz   | Europameisterschaft | Barcelona / Spanien                      |
| 2006 | 2. Platz    | EM Qualifier        | Moskau / Russland                        |
| 2004 | 7. Platz    | EM Qualifier        | Regensburg / Deutschland                 |
| 2002 | 2. Platz    | EM Qualifier        | Alby / Schweden                          |
| 2000 | 2. Platz    | EM Qualifier        | Bratislava / Slowakei                    |
| 1998 | 4. Platz    | EM Qualifier        | Stockerau / Österreich                   |
| 1996 | 4. Platz    | EM Qualifier        | Hull / England                           |
| 1994 | 10. Platz   | EM Qualifier        | Ljubljana / Slowenien                    |
| 1992 | 8. Platz    | EM Qualifier        | Ladenburg / Deutschland                  |
| 1990 | 7. Platz    | EM Qualifier        | Parma / Italien                          |

## Internationale Platzierungen Softball
| Jahr | Platzierung | Turnier             | Ort                             |
| ---- | ----------- | ------------------- | ------------------------------- |
| 2024 | 12. Platz   | Europameisterschaft | Utrecht / Niederlande           |
| 2022 | 14. Platz   | Europameisterschaft | Sant Boi de Llobregat / Spanien |
| 2021 | 11. Platz   | Europameisterschaft | Region Friaul / Italien         |
| 2019 | 13. Platz   | Europameisterschaft | Ostrava / Tschechien            |
| 2017 | 9. Platz    | Europameisterschaft | Bollate / Italien               |
| 2016 | 18. Platz   | Weltmeisterschaft   | Surrey / Kanada                 |
| 2015 | 6. Platz    | Europameisterschaft | Rosmalen / Niederlande          |
| 2013 | 6. Platz    | Europameisterschaft | Prag / Tschechien               |
| 2011 | 8. Platz    | Europameisterschaft | Ronchi dei Legionari / Italien  |
| 2009 | 7. Platz    | Europameisterschaft | Valencia / Spanien              |
| 2007 | 6. Platz    | Europameisterschaft | Amsterdam / Niederlande         |
| 2005 | 2. Platz    | EM Qualifier        | Prag / Tschechien               |
| 2003 | 2. Platz    | EM Qualifier        | Caronno Pertusella / Italien    |
| 2001 | 5. Platz    | EM Qualifier        | Wien / Österreich               |
| 1999 | 3. Platz    | EM Qualifier        | Antwerpen / Belgien             |
| 1999 | 7. Platz    | Olympia Qualifier   | Parma / Italien                 |
| 1997 | 7. Platz    | EM Qualifier        | Prag / Tschechien               |
|      |             |                     |                                 |
| 1994 | -           | Weltmeisterschaft   | St. Johns / Kanada              |

## Internationale Platzierungen Coed-Slowpitch
| Jahr | Platzierung | Turnier             | Ort                     |
| ---- | ----------- | ------------------- | ----------------------- |
| 2024 | 7. Platz    | Europameisterschaft | Pardubice / Tschechien  |
| 2022 | 8. Platz    | Europameisterschaft | Ljubljana / Slowenien   |
| 2019 | 7. Platz    | Europameisterschaft | Budapest / Ungarn       |
| 2010 | 7. Platz    | Europameisterschaft | Prag / Tschechien       |
| 2004 | 4. Platz    | Europameisterschaft | Linz / Österreich       |
| 2002 | 3. Platz    | Europameisterschaft | Mladé Buky / Tschechien |

## Internationale Turniere in Österreich
| Jahr | Sport          | Verband     | Bewerb                                        | Ort                         | Teilnehmer |
| ---- | -------------- | ----------- | --------------------------------------------- | --------------------------- | ---------- |
| 2023 | Baseball       | WBSC Europe | U-23 European Baseball Championship           | Wiener Neustadt & Schwechat | 8          |
| 2022 | Baseball       | WBSC Europe | U-12 European Baseball Championship           | Wien                        | 8          |
| 2022 | Baseball       | WBSC Europe | U-12 European Baseball Championship Qualifier | Wien                        | 4          |
| 2018 | Baseball       | CEB         | Play-off European Championship A Pool         | Wiener Neustadt             | 2          |
| 2017 | Baseball       | CEB         | U15 European Championship Cadets              | Wiener Neustadt             | 10         |
| 2016 | Softball       | ESF         | European Super Cup Coed Slowpitch             | Wiener Neustadt             | 14         |
| 2015 | Baseball       | CEB         | European Championship B-Level                 | Wien                        | 6          |
| 2013 | Baseball       | CEB         | European Championship B-Level                 | Wien                        | 6          |
| 2012 | Baseball       | CEB         | European Cup Qualifier                        | Attnang-Puchheim            | 6          |
| 2011 | Baseball       | CEB         | European Cup Qualifier                        | Attnang-Puchheim            | 6          |
| 2010 | Softball       | ESF         | European Championship Junior Girls            | Wien                        | 15         |
| 2010 | Baseball       | CEB         | U18 European Championship Juniors Qualifier   | Attnang-Puchheim            | 6          |
| 2009 | Baseball       | CEB         | European Cup Qualifier                        | Attnang-Puchheim            | 6          |
| 2004 | Coed Slowpitch | ESF         | European Championship Coed Slowpitch          | Linz                        | 4          |
| 2004 | Baseball       | CEB         | European Cup Cup Winners Qualifier            | Kufstein                    | 6          |
| 2004 | Baseball       | CEB         | C.E.B. Cup Qualifier                          | Wiener Neustadt             | 8          |
| 2001 | Softball       | ESF         | European Championship B-Level                 | Wien                        | 10         |
| 2001 | Softball       | ESF         | European Cup Winners Cup B-Level              | Wiener Neustadt             | 8          |
| 2000 | Baseball       | CEB         | European Cup Cup Winners Qualifier            | Linz                        | 4          |
| 1999 | Baseball       | CEB         | C.E.B. Cup Qualifier                          | Linz                        | 5          |
| 1998 | Baseball       | CEB         | European Championship Qualifier               | Wien und Stockerau          | 15         |
| 1998 | Baseball       | CEB         | U18 European Championship Juniors Qualifier   | Wiener Neustadt             | 5          |
| 1997 | Baseball       | CEB         | C.E.B. Cup Qualifier                          | Wien                        | 8          |
| 1996 | Baseball       | CEB         | C.E.B. Cup Qualifier                          | Wien                        | 5          |
| 1995 | Baseball       | CEB         | U18 European Championship Juniors Qualifier   | Stockerau                   | 10         |
| 1995 | Baseball       | CEB         | European Cup Cup Winners Qualifier            | Wien                        | 6          |